# 豊島久真男

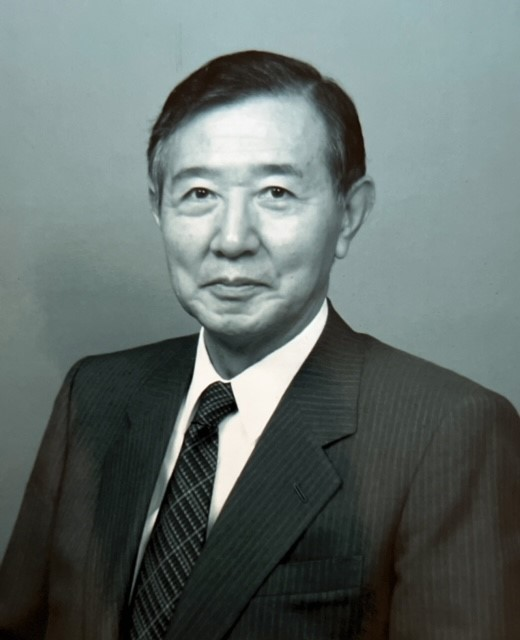
豊島久真男

豊島 久真男（とよしま くまお、1930年10月5日 - 2022年3月9日）は、日本の医学者。位階は従三位。東京大学名誉教授。大阪大学名誉教授。専攻はウイルス学・腫瘍学。
細胞のがん化を制御する遺伝子の存在を世界で初めて立証、この成果により「がんは遺伝子の異常が原因である」という概念が確立し、がん研究に大きな発展をもたらした。

## 人物
大阪府出身。父は船場八社で豊島商店の豊島久七。医学博士（大阪大学、1959年）。1998年（平成10年）文化功労者。2001年（平成13年）文化勲章受章。
1969年にラウス肉腫ウイルスを用いてがん遺伝子機能に関する温度感受性変異株を分離し、低温でがん化させた細胞を高温で正常化し、また、低温にすることで再びがん化できることを示した。それにより、世界で初めてウイルスRNA上に細胞の癌化をコントロールする遺伝子が存在することを証明，「がんは遺伝子が原因である」という概念を確立し、注目された。src (サーク) と名づけられたこの遺伝子は，アメリカのグループによって正常細胞にも存在することが示され，癌遺伝子研究の突破口となった。src遺伝子を同定したビショップ博士とヴァーマス博士はこの功績によりノーベル賞を受賞した。
1982年には Y73肉腫ウイルス全構造の解析とv-yesの発見をし、src familyの概念の確立に貢献した。
1983年には山本雅とともに，癌遺伝子 erb (アーブ) Bを発見。それが細胞内で増殖シグナルを受取る蛋白質である可能性を示した。 
翌年、英国のWaterfieldらによりEGFレセプターの構造が解明され、erbBはEGFレセプター遺伝子の断片であることが確認され、がん遺伝子産物と細胞増殖のシグナル伝達の関連性の研究に貢献した。
さらに、1986年にはerbB関連遺伝子として、乳がんなどの腺上皮がんに関連したerbB-2(HER2遺伝子）を発見した。
80年代から 90年代にかけては，日本の癌研究のリーダー役をつとめた。
1984-94年には「対ガン10カ年総合戦略」の研究総括。また、DNAのガイドライン策定に参加。ヒトクローン倫理問題でも総合科学技術会議文部科学省専門委員会の委員や科学技術・学術審議会生命倫理・安全部会 特定胚及びヒトES細胞研究専門委員会の主査などを務めた。
2022年3月9日、死去。91歳没。死没日付をもって従三位に叙された。

## 略歴

### 学歴
- 1954年3月　大阪大学医学部卒業
- 1959年3月　大阪大学大学院医学研究科博士課程修了　医学博士　論文の題は「腹水癌細胞におけるエクトロメリアウイルスの紫外線不活化同種ウイルスによる干渉」[4]。

### 職歴
- 1959年4月 大阪大学微生物病研究所助手
- 1961年4月 大阪大学微生物病研究所助教授
- 1961年7月　大阪府立公衆衛生研究所主査
- 1965年9月 大阪大学微生物病研究所助教授
- 1972年10月 大阪大学微生物病研究所教授
- 1979年4月  東京大学医科学研究所教授併任（1980年4月より専任）
- 1980年4月　大阪大学微生物病研究所教授併任（1982年3月まで）
- 1987年4月　東京大学医科学研究所所長
- 1990年4月　大阪大学微生物病研究所教授（東京大学医科学研究所教授併任（10月まで））
- 1990年11月　大阪大学微生物病研究所所長（1993年10月まで）
- 1991年5月 東京大学名誉教授
- 1993年10月　大阪大学名誉教授

#### 学外における役職
- 1993年12月13日 日本学士院会員
- 1994年1月　大阪府立成人病センター総長（1999年3月まで　4月より名誉総長）
- 1994年3月　文部省学術審議会委員
- 1994年10月　科学技術振興財団PRESTO領域総括
- 1997年5月　厚生省厚生科学審議会委員
- 1999年4月　財団法人住友病院院長
- 2000年4月　特殊法人理化学研究所横浜研究所遺伝子多型研究センター長（兼任　2003年1月より専任）
- 2003年1月　財団法人住友病院名誉顧問
- 2005年4月　独立行政法人理化学研究所研究顧問
- 日本ウイルス学会会長
- 日本癌学会会長
- 2007年　早稲田大学高等研究所 諮問委員会委員

#### 主な受賞歴
- 1976年5月 高松宮妃癌研究基金学術賞
- 1985年11月 武田医学賞

## 主要論文
- “Temperature sensitive mutants of an avian sarcoma virus.”  K. Toyoshima and P. K. Vogt,  Virology, 39, 930-931(1969)
- “The reproductive and cell-transforming capacities of avian sarcoma virus B77 : Inactivation with UV light.”  K. Toyoshima, R. R. Friis and P. K. Vogt,  Virology , 42, 163-170(1970)
- “The erbB gene of avian erythroblastosis virus is a member of the src gene family.”T. Yamamoto, N. Nishida, N. Miyajima, S. Kawai, T. Ooi and K. Toyoshima,  Cell , 35, 71-78(1983)
- “A new erbB related proto-oncogene, c-erbB-2, is distinct from the c-erbB-1/EGF receptor gene and is amplified in a human salivary adenocarcinoma.”K. Semba, N. Kamata, H. Kawano, K. Toyoshima and T. Yamamoto,  Proc. Natl. Acad. Sci. USA, 82, 6497-6501(1985)
- “Virus oncogenes, v-yes and v-erbB, and their cellular counterparts. In Advances in Virus Resarch.”K. Toyoshima, T. Yamamoto, S. Kawai and M. Yoshida,  Ed. K. Maramorosch,  F.  A. Murphy, and A. J. Shatkin.  Academic Press, Florida.,  32, 97-127(1987)

## 受賞・栄典
- 1976年5月 高松宮妃癌研究基金学術賞
- 1985年11月 武田医学賞
- 1987年4月 日本学士院賞
- 1990年1月 朝日賞[5]
- 1994年1月 ローヌプーランローラ世界保健賞
- 1994年10月 日本癌学会吉田富三賞
- 1996年7月 フランス教育功労章
- 1998年11月 文化功労者
- 2001年11月 文化勲章